# Gàver
Gàver és una entitat de població del municipi d'Estaràs, a la comarca de la Segarra.
El poble se situa al sud-est del terme municipal, enfilat a un turó i coronat per les restes d'un antic castell i l'església romànica de Santa Maria de Gàver. Hom considera que el riu Sió neix prop d'aquest lloc, anomenat Font de Gàver, d'on parteix la séquia del Sió.

## Història
La primera documentació que fa referència al poble és de l'any 1015 com a lloc fronterer, i el 1035 se situava Gàver dins del comtat del Berguedà. Abans de 1370, després que el rei tornés a infeudar aquests castells, Gàver, juntament amb Sant Antolí i d'altres poblacions passen al domini d'Alamanda de Queralt, per després continuar a la baronia de Sant Antolí sota els Eimeric. El 1421 formava part del veïnatge de Cervera.
A principis del segle xvii, els senyors de Gàver eren Jeroni Montaner i Segimon Despujol. El 1690 era Pere de Montaner i de Solanell, i alguns anys més endavant es va concedir el títol de marquès de Gàver a Pere de Montaner i de Ramon.
Al segle xviii es construïren tot un seguit de cases separades del nucli primitiu, que causà posteriorment una situació de desavinença amb l'antiga església parroquial de Santa Maria de Gàver. Aquesta desavinença va er que es decidís construir-ne una de nova al peu de la carretera. Fou construïda com a temple i com a casa de reunió, d'estil i materials moderns, i s'inaugurà finalment l'any 1971.

## Llocs d'interès

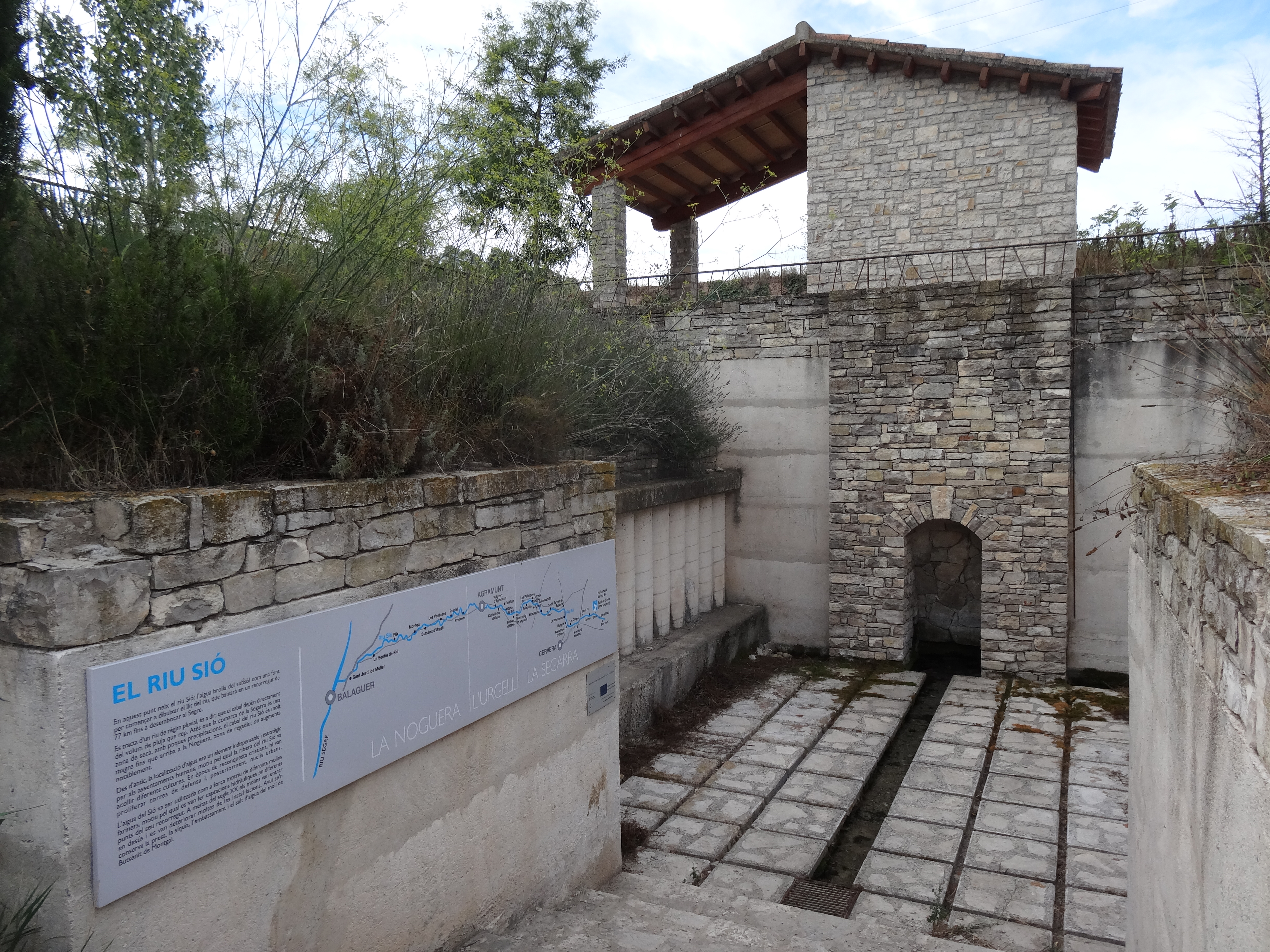
Font de Gàver, on es considera que hi ha el naixement del riu Sió

### L'Església de Santa Maria de Gàver
Santa Maria de Gàver, originalment constava d'una sola nau capçada per un absis semicircular. Entre els segles XIII i xv s'amplia i es construeix una segona nau adossada a l'original. Es substitueix l'absis per una capçalera plana i de volta apuntada. Per sobre de la teulada, a dues aigües, s'eleva el campanar de cadireta de dos ulls.

### Font de Gàver
La Font de Gàver és el punt on l'aigua brolla del subsòl i neix el riu Sió, que realitza un recorregut de 77 km fins a desembocar al Segre. El cabal del Sió és molt magre i depèn del volum de pluja, fins que arriba a la Noguera, zona de regadiu, on augmenta notablement.